# Cleo od 5 do 7
Cleo od 5 do 7 (fr. Cléo de 5 à 7) – francuski film psychologiczny z 1962 roku w reżyserii Agnès Vardy. Akcja filmu trwa dwie godziny i koncentruje się na losach piosenkarki Cleo, która spodziewa się wyników badań mających stwierdzić, czy ma raka. Swe napięcie Cleo próbuje odreagować śpiewem, wydawaniem pieniędzy oraz płaczem.
Cleo od 5 do 7 jest pełnometrażowym debiutem fabularnym Vardy, który wpisuje się w poetykę typową dla francuskiej Nowej Fali, opartą na subiektywnych ujęciach kamery, umownym podziale na rozdziały oraz stylizacji na dokument z życia codziennego Paryża. Jednocześnie jest hołdem złożonym samemu nurtowi: w wewnętrznej sekwencji filmowej pojawiają się współinicjator Nowej Fali Jean-Luc Godard oraz aktorka Anna Karina. Niegdyś niedoceniony przez krytyków, film Vardy został poddany rehabilitacji jako szczególne osiągnięcie Nouvelle Vague, tym ważniejsze, że autorstwa kobiety.